# Jelena Erić (Radsportlerin)
Jelena Erić (serbisch-kyrillisch Јелена Ерић; * 15. Januar 1996 in Kraljevo) ist eine serbische Radrennfahrerin, die Rennen auf der Straße bestreitet.

## Sportlicher Werdegang
Anfang 2010 wurde Erić, wenige Tage nach ihrem 14. Geburtstag, serbische Meisterin im Cyclocross; im Sommer wurde sie serbische Junioren-Meisterin im Einzelzeitfahren. Im Jahr darauf, mit 15 Jahren, gewann sie die serbischen Elite-Meisterschaften im Straßenrennen gegen die ältere Konkurrenz. Seit 2014 konzentriert sie sich ausschließlich auf den Straßenradsport und wurde in der Folge zur dominierenden Fahrerin des Landes und errang bis 2025 insgesamt 17 Mal nationale Meistertitel im Zeitfahren und Straßenrennen.
Auf internationaler Bühne 2014 belegte Erić bei den Straßenweltmeisterschaften im spanischen Ponferrada Platz acht im Straßenrennen. Ihr gelangen drei Etappensiege in internationalen UCI-Rennen, 2019 in der BeNe Ladies Tour, 2022 in der Andalusien-Rundfahrt und 2023 in der Baloise Ladies Tour. Ihre beste Platzierung in einem Eintagesrennen war ihr zweiter Platz hinter Chiara Consonni in der Ronde de Mouscron 2021.
Seit 2020 fährt Erić bei Movistar, einem UCI Women’s WorldTeam. 2024 war sie die Vertreterin Serbiens im olympischen Straßenrennen, in dem sie den 66. Platz belegte. 2025 verpasste sie als Zweite bei der Vuelta a la Comunitat Valenciana Féminas nur knapp einen weiteren Sieg bei einem internationalen Rennen.

## Erfolge

### Straße
2010
- Serbische Junioren-Meisterin – Einzelzeitfahren

2011
- Serbische Meisterin – Straßenrennen

2014
- Serbische Meisterin – Einzelzeitfahren, Straßenrennen

2016
- Serbische Meisterin – Einzelzeitfahren, Straßenrennen

2017
- Serbische Meisterin – Einzelzeitfahren, Straßenrennen

2018
- Serbische Meisterin – Einzelzeitfahren, Straßenrennen

2019
- eine Etappe BeNe Ladies Tour
- Serbische Meisterin – Einzelzeitfahren, Straßenrennen

2021
- Serbische Meisterin – Straßenrennen

2022
- eine Etappe Andalusien-Rundfahrt
- Serbische Meisterin – Straßenrennen

2023
- eine Etappe Baloise Ladies Tour
- Serbische Meisterin – Einzelzeitfahren, Straßenrennen

2024
- Serbische Meisterin – Straßenrennen

2025
- Serbische Meisterin – Straßenrennen

### Cyclocross
2010
- Serbische Meisterin